# Richard Skinner

Richard Skinner

Richard Skinner (* 30. Mai 1778 in Litchfield, Connecticut; † 23. Mai 1833 in Manchester, Vermont) war ein US-amerikanischer Politiker, Jurist, Kongressabgeordneter und Gouverneur des US-Bundesstaates Vermont.
Richard Skinner wurde in Connecticut geboren und stammte somit aus jenem Staat, der die meisten führenden Politiker seines jüngeren Nachbarstaates Vermont in dessen ersten vier Jahrzehnten hervorbringen sollte.

## Juristische Anfänge
Skinner absolvierte die vorbereitenden philosophischen Studien und graduierte an der Rechtsschule seiner Heimatstadt Litchfield (Litchfield Law School). Bereits mit 22 Jahren erhielt er im Jahr 1800 die Anwaltszulassung. Der junge Mann zog daraufhin nach seiner neuen Heimat, Manchester in Vermont, wo er zunächst als Anwalt tätig war. Doch bereits im Folgejahr ernannte man ihn zum Staatsanwalt des dortigen Bennington County. Dieses Amt sollte er bis 1813 ausüben.
1812 trat er als Verteidiger der des Mordes an ihrem Schwager Russell Colvin angeklagten Brüder Jesse und Stephen Boorn auf, bei dem er wie die breite öffentliche Meinung von deren Schuld ausging, obwohl die Zeugenaussagen widersprüchlich waren und die Leiche nicht gefunden war. Später tauchte der verschollene Colvin wieder auf, was zu einem besonderen Justizskandal führte, da man die angeblichen Täter bereits zum Tode verurteilt hatte.
Außerdem arbeitete Skinner von 1805 bis 1813 als Nachlassrichter für den gesamten Manchester-Distrikt.

## Politische Karriere
Bei den Wahlen des Jahres 1812 wählte man ihn als Parteiangehörigen der Democratic Republicans ins US-Repräsentantenhaus. Dabei vertrat Richard Skinner die Interessen des 5. Wahlbezirks seines Heimatstaates im Verlauf des 13. Kongresses vom 4. März 1813 bis zum 3. März 1815. Bei der fälligen Neuwahl unterlag er seinem Herausforderer Charles Marsh, einem Mitglied der Federalist Party, und kehrte nach Vermont zurück, um dort weiter in seinem Beruf zu praktizieren.
So wurde Skinner noch im gleichen Jahr zum beigeordneten Richter am Vermont Supreme Court ernannt, doch schon 1817 verließ er das Büro des Gerichtshofes. Als Abgeordneter im Repräsentantenhaus von Vermont übernahm er ein Mandat zwischen 1815 und 1818, wo er als Sprecher der Kammer zum Ende seiner Amtszeit fungierte.
1819 kehrte er noch einmal kurz auf seinen alten Posten als Staatsanwalt des Bennington County zurück. Bereits im selben Jahr wählte man ihn zum Gouverneur von Vermont, womit man indirekt einen der ersten Kandidaten wählte, der nicht in irgendeiner Weise mit den zuvor herrschenden Eliten verwandtschaftlich verbunden war. Als Gouverneur amtierte Richard Skinner von 1820 bis 1823, als er zum obersten Richter am Vermont Supreme Court ernannt wurde. Dieses Amt übte er bis 1828 aus, als er sich aus dem öffentlichen Leben verabschiedete.
Skinner galt als Befürworter einer allgemeinen, gründlichen und unentgeltlichen Volkserziehung, was im frühen 19. Jahrhundert noch nicht selbstverständlich war. Daher übernahm er das Präsidentenamt des nordwestlichen Bereichs der amerikanischen Erziehungsgesellschaft (American Educational Society) und war einer der Treuhänder des Middlebury College.
Richard Skinner verstarb kurz vor Vollendung seines 55. Lebensjahres in Manchester, Vermont und wurde auf dem dortigen Dellwood Friedhof beigesetzt.
Auch sein einziger Sohn Mark (* 1813) schlug die juristische Laufbahn ein, siedelte 1836 nach Illinois über, um dort später ebenfalls Bezirksstaatsanwalt und Richter zu werden. Außerdem engagierte sich Mark Skinner ebenfalls energisch für den öffentlichen Schulunterricht.